# Cromwell (Minnesota)
Cromwell – miasto w Stanach Zjednoczonych, w stanie Minnesota, w hrabstwie Carlton.